# København A-Raeken (1893/1894)
København A-Raeken (1893/1894) była 5. sezonem nieoficjalnych mistrzostw Danii w piłce nożnej. W rozgrywkach brały udział tylko zespoły z Kopenhagi. Tytuł obroniła drużyna Akademisk BK.

## Tabela końcowa
|   | Klub                 | M | Z | R | P | Br+ | Br- | Uwagi  |
| 1 | Akademisk BK         | 8 | 7 | 1 | 0 | 53  | 6   | Mistrz |
| 2 | Kjøbenhavns Boldklub | 8 | 5 | 1 | 2 | 32  | 7   |        |
| 3 | Boldklubben Frem     | 8 | 5 | 0 | 3 | 29  | 15  |        |
| 4 | Fri Kopenhaga        | 8 | 2 | 0 | 6 | 7   | 35  |        |
| - | Arrow Kopenhaga      | 8 | 0 | 0 | 8 | 6   | 64  |        |

Kolejność drużyn w tabeli ustalana była według liczby zwycięstw. Jeśli po regulaminowym czasie gry był remis zarządzano dogrywkę, aż któraś z drużyn rozstrzygnęła wynik na swoją korzyść. Nie jest jasne, dlaczego ta reguła nie dotyczyła remisu między zespołami Akademisk BK i Kjøbenhavns Boldklub.